# Кубок України з баскетболу (жінки)
Кубок України з баскетболу — другі за престижністю змагання серед українських жіночих баскетбольних клубів. Їх було започатковано 1993 року. Через відсутність особливого інтересу в середовищі спортивної спільноти до прем'єрних розіграшів турніру незабаром сталася тривала пауза в його проведенні. Подібна тенденція щодо нерегулярного характеру організації кубкових змагань, зумовлена різними обставинами, простежувалася й надалі впродовж всієї першої чверті ХХІ ст.

## Фінали Кубка
| Рік     |                                      | Фінал    | Фінал                                       | Фінал            | Фінал |
| Рік     | Чемпіон                              | Рахунок  | Фіналіст                                    | Місто проведення |       |
| 1993    | «Козачка-ЗАлК» (Запоріжжя)           |          |                                             |                  |       |
| 1994    | «Козачка-ЗАлК» (Запоріжжя)           |          |                                             |                  |       |
| 2006/07 | «Козачка-ЗАлК» (Запоріжжя)           |          |                                             |                  |       |
| 2007/08 | «Козачка-ЗАлК» (Запоріжжя)           |          |                                             |                  |       |
| 2008/09 | «Козачка-ЗАлК» (Запоріжжя)           | 91:90 ОТ | «ТІМ-СКУФ» (Київ)                           |                  |       |
| 2015/16 | ІнтерХім-СДЮСШОР ім. Литвака (Одеса) | 87:68    | «Динамо» (Київ)                             | Київ             |       |
| 2016/17 | «Авангард» (Київ)                    | 83:80    | «ТІМ-СКУФ» (Київ)                           | Київ             |       |
| 2017/18 | ІнтерХім-СДЮСШОР (Одеса)             | 74:66    | «Київ-Баскет»                               | Київ             |       |
| 2018/19 | «Динамо» (Київ)                      | 89:64    | «Київ-Баскет»                               | Київ             |       |
| 2019/20 | БК«Рівне»                            | 75:68    | «Чайка» (Бердянськ)                         | Рівне            |       |
| 2020/21 | СК«Прометей» (Кам'янське)            | 112:74   | «Чайка» (Бердянськ)                         | Кам'янське       |       |
| 2021/22 | «Будівельник» (Київ)                 | 103:64   | «Київ-Баскет»                               | Київ             |       |
| 2024/25 | «Київ-Баскет»                        | 73:72    | «Франківськ-Прикарпаття» (Івано-Франківськ) | Івано-Франківськ |       |